# Islote de Sanz
Sanz,
es una isla situada en Filipinas, adyacente a la de Paragua, en el grupo de Balábac.
Administrativamente forma parte del barrio del mismo nombre  del municipio filipino de Balábac  de tercera categoría perteneciente a la provincia  de Paragua en  Mimaro,  Región IV-B de Filipinas.

## Geografía
Esta isla, adyacente a la de  Balábac se encuentra situada al norte de  la misma en el canal que la separa de la isla de Ramos donde se abre hacia Puerto Ciego entre los cabos de Iranzo, al norte, y de Padre, al sur, donde se encuentra  el islote de Paz.
La isla tiene una extensión superficial de aproximadamente 2,10 km², 1.730 metros de largo, en dirección este-oeste, y unos 560 metros de ancho.
Situada en el extremo occidental de la bahía de Candaramán, que separa las islas de Ramos de la de Balábac, dista escasos 200 metros de la costa del barrio de Salang.
En esta bahía también se encuentra el Islote de Albay,   2.560 metros a levante  y frente al extremo del canal , cabo Andeuro, está la isla de Caxisigán (Matangala Island) ya en el Estrecho del Norte de Balábac.

## Historia
Balábac formaba parte de la provincia española de  Calamianes, una de las 35 del archipiélago Filipino, en la parte llamada de Visayas. Pertenecía a la audiencia territorial  y Capitanía General de Filipinas, y en lo espiritual a la diócesis de Cebú.
De la provincia de Calamianes se segrega la Comandancia Militar del Príncipe, con su capital en Príncipe Alfonso, en honor del que luego sería el rey Alfonso XII, nacido en 1857.